# All Right Now
"All Right Now" is een nummer van de Britse band Free. Het nummer verscheen op hun album Fire and Water uit 1970. Op 15 mei van dat jaar werd het uitgebracht als de enige single van het album.

## Achtergrond
"All Right Now" is geschreven door basgitarist Andy Fraser en zanger Paul Rodgers en geproduceerd door de gehele band. Volgens drummer Simon Kirke werd het nummer geschreven in het gebouw van de studentenvakbond van de Universiteit van Durham. Hij vertelde: "'All Right Now' werd geschreven na een slecht optreden in Durham. Onze show was afgelopen en we liepen het podium af onder het geluid van onze eigen voetstappen. Het applaus was al gestopt voordat ik van mijn drumriser was afgestapt. Het was duidelijk dat we een echt rocknummer nodig hadden om onze optredens mee af te sluiten. Opeens kreeg Fraser inspiratie en begon hij te boppen en 'All Right Now' te zingen. Hij ging zitten en schreef het daar in de kleedkamer. Het kan niet langer geduurd hebben dan tien minuten."
"All Right Now" werd de grootste hit van de band en werd een hit in een groot aantal landen. In thuisland het Verenigd Koninkrijk bereikte de plaat de 2e positie in de UK Singles Chart. In de Verenigde Staten werd de 4e positie bereikt in de Billboard Hot 100. In Denemarken en Zweden werd de plaat een nummer 1-hit, en in Canada, Duitsland, Frankrijk, Ierland, Noorwegen, Oostenrijk en Zwitserland piekte de plaat in de top 10.
In Nederland werd de plaat op zaterdag 27 juni 1970 op Radio Veronica verkozen tot de 34e Alarmschijf van de week en werd een grote hit. De plaat bereikte de 9e positie in 
de Nederlandse Top 40 en de 8e positie in de Hilversum 3 Top 30. 
In België bereikte de plaat de 7e positie in de Vlaamse Radio 2 Top 30 en de 10e positie in de Vlaamse Ultratop 50. In Wallonië werd de 6e positie in de Waalse Ultratop 50 bereikt.
In thuisland het Verenigd Koninkrijk behaalde de plaat nog tweemaal de UK Singles Chart: bij een heruitgave in 1973 kwam de plaat tot de 15e positie en een remix uit 1991 bereikte de 8e positie.
Een aantal andere artiesten scoorden een hit met hun covers van "All Right Now". In 1979 behaalde de discogroep Witch Queen de 8e positie in de Amerikaanse discolijsten met hun versie. In 1985 bracht Rod Stewart het uit als single in de Verenigde Staten, waarmee hij tot de 72e positie kwam. Pepsi & Shirlie kwamen in 1987 tot de 50e positie in het Verenigd Koninkrijk met hun cover. Tot slot bracht Lemonescent het in 2004 uit als hun laatste single, die de 7e positie in Schotland en de 37e positie in de UK Singles Chart behaalde. Verder werd de plaat nog gecoverd door Mike Oldfield en zong Paul Rodgers het tussen 2005 en 2008 tijdens zijn tournees met Queen.

## Hitnoteringen
Alle noteringen zijn behaald door de versie van Free.

### Nederlandse Top 40
| Hitnotering: 04-07-1970 t/m 12-09-1970 | Hitnotering: 04-07-1970 t/m 12-09-1970 | Hitnotering: 04-07-1970 t/m 12-09-1970 | Hitnotering: 04-07-1970 t/m 12-09-1970 | Hitnotering: 04-07-1970 t/m 12-09-1970 | Hitnotering: 04-07-1970 t/m 12-09-1970 | Hitnotering: 04-07-1970 t/m 12-09-1970 | Hitnotering: 04-07-1970 t/m 12-09-1970 | Hitnotering: 04-07-1970 t/m 12-09-1970 | Hitnotering: 04-07-1970 t/m 12-09-1970 | Hitnotering: 04-07-1970 t/m 12-09-1970 | Hitnotering: 04-07-1970 t/m 12-09-1970 | Hitnotering: 04-07-1970 t/m 12-09-1970 |
| Week                                   | 1                                      | 2                                      | 3                                      | 4                                      | 5                                      | 6                                      | 7                                      | 8                                      | 9                                      | 10                                     | 11                                     |                                        |
| -------------------------------------- | -------------------------------------- | -------------------------------------- | -------------------------------------- | -------------------------------------- | -------------------------------------- | -------------------------------------- | -------------------------------------- | -------------------------------------- | -------------------------------------- | -------------------------------------- | -------------------------------------- | -------------------------------------- |
| Positie                                | 38                                     | 16                                     | 10                                     | 9                                      | 9                                      | 12                                     | 15                                     | 18                                     | 29                                     | 37                                     | 40                                     | uit                                    |

### Hilversum 3 Top 30
| Hitnotering: 04-07-1970 t/m 05-09-1970 | Hitnotering: 04-07-1970 t/m 05-09-1970 | Hitnotering: 04-07-1970 t/m 05-09-1970 | Hitnotering: 04-07-1970 t/m 05-09-1970 | Hitnotering: 04-07-1970 t/m 05-09-1970 | Hitnotering: 04-07-1970 t/m 05-09-1970 | Hitnotering: 04-07-1970 t/m 05-09-1970 | Hitnotering: 04-07-1970 t/m 05-09-1970 | Hitnotering: 04-07-1970 t/m 05-09-1970 | Hitnotering: 04-07-1970 t/m 05-09-1970 | Hitnotering: 04-07-1970 t/m 05-09-1970 | Hitnotering: 04-07-1970 t/m 05-09-1970 |
| Week                                   | 1                                      | 2                                      | 3                                      | 4                                      | 5                                      | 6                                      | 7                                      | 8                                      | 9                                      | 10                                     |                                        |
| -------------------------------------- | -------------------------------------- | -------------------------------------- | -------------------------------------- | -------------------------------------- | -------------------------------------- | -------------------------------------- | -------------------------------------- | -------------------------------------- | -------------------------------------- | -------------------------------------- | -------------------------------------- |
| Positie                                | 25                                     | 17                                     | 12                                     | 8                                      | 9                                      | 13                                     | 17                                     | 18                                     | 19                                     | 29                                     | uit                                    |

### NPO Radio 2 Top 2000
| Nummer met noteringen in de NPO Radio 2 Top 2000 | '99 | '00 | '01  | '02 | '03 | '04  | '05  | '06  | '07  | '08  | '09  | '10  | '11  | '12  | '13  | '14  |
| ------------------------------------------------ | --- | --- | ---- | --- | --- | ---- | ---- | ---- | ---- | ---- | ---- | ---- | ---- | ---- | ---- | ---- |
| All Right Now                                    | 651 | 778 | 1141 | 837 | 765 | 1024 | 1017 | 1439 | 1281 | 1129 | 1364 | 1201 | 1625 | 1248 | 1406 | 1651 |

1. ↑  Een vetgedrukt getal geeft de hoogste notering aan.
2. ↑  Deze tabel is bijgewerkt tot en met de laatste editie (2024).